# Amelia Francasci
Amelia Francisca Marchena Sánchez de Leyba, o Amelia Francasci  (Santo Domingo, República Dominicana, 4 de octubre de 1850 -  28 de febrero de 1941), fue una escritora, considerada la primera novelista dominicana, conocida por haber inaugurado el género autobiográfico en la literatura nacional dominicana. Era feminista y fue muy criticada por escribir prosa, cuando las mujeres de su época escribían poesía. También la cuestionaban por escribir fantasías eróticas.

## Vida personal
Francasci  nació el 4 de octubre de 1850, en Santo Domingo, hija del matrimonio de  Rafael de Marchena Pelaez, de origen judío, y Justa Sánchez de la Parra. Era la hermana del filántropo Eugenio de Marchena y de Emilia de Cohén. La Francasci estuvo casada con Rafael Leyba, de quien enviudó en 1909, acontecimiento que la lleva a vivir casi aislada en su casa de la Zona Colonial de Santo Domingo, donde vivió hasta el día de su muerte el 28 de febrero de 1941. Se desconoce si la escritora dejó descendencia.

## Trayectoria
Realizó sus estudios en las Antillas Holandeses. Hablaba con fluidez español, holandés y francés, en un período histórico  en el cual pocas mujeres sabían escribir. Pertenecía a una cultura europeizante y fue educada por monjas católicas en el internado de Welgelegen en Curazao.
Francasci fue Liberal, del Partido Liberal de la República, y pertenecía a la  clase dirigente del país. Sus habilidades, sus intervenciones en la vida pública y sus aportes a la literatura la reconocen  como una mujer culta. Cuando las mujeres entonces tenían escasez de derechos o ningún derecho, y la Constitución no las reconocía como sujetos, ella hablaba del naufragio de la Patria y de las discordias civiles. Francasci  estaba emparentada con las familias Logroño-Cohén; De Marchena-Vicini; De Marchena-Dujarric; Pichardo-Marchena; Porcella-Cohén; Cohén-Sánchez; Ortiz-De Marchena; De Marchena-Martínez; Martínez-De Marchena; Cohén-Soler. Era tía de R. Paíno Pichardo, Arturo y Luis Logroño, Angello Porcella Cohén, Juan Rafael Cohén, Juan Cohén y Enrique de Marchena, según Listín Diario de 1941.
Colaboró muchos años, como escritora en  el periódico dominicano Listín Diario. 
Fue muy criticada  por arriesgarse a escribir prosa cuando las mujeres de su época escribían poesía, y por escribir fantasías eróticas.
En la colección de la Biblioteca Nacional, en Santo Domingo, permanece un retrato suyo, al óleo sobre tela, del maestro Desangles (Sisito), de 1903.
Su obra más conocida fue Monseñor de Meriño íntimo, de 1926.

## Obras publicadas
- Novela Madre culpable.[11]
- Francisca Martinoff (1901)[12]
- Monseñor de Meriño, íntimo (1926).
- Confesión de joven tímido.
- Cierzo en primavera (1902)
- Pepa, Pepe y José.
- Mercedita.

## Reconocimientos
En Los Prados, un sector de Santo Domingo, en su país natal, se extiende la calle Amelia Francasci (pseudónimo anagramático que creó la artista con sus nombres y apellidos), en honor a ella. Nace en la Nicolás Ureña de Mendoza hasta más allá de la urbanización San Gerónimo.